# Бахвалов, Сергей Владимирович
Сергей Владимирович Бахвалов (1898—1963) — советский математик, педагог.

## Биография
Родился в Москве 26 августа 1898 года.
В 1917 году был призван в армию и служил год на румынском фронте в артиллерийской бригаде. Осенью 1918 года поступил на физико-математический факультет Московского университета, однако в 1919 году был мобилизован в Красную армию, в которой служил до 1924 года, из которых два года на Восточном фронте командиром батареи, а с осени 1922 года, в связи с переводом воинской части в Москву, возобновил занятия в университете, оставаясь на службе в армии.
В 1922 году написал свою первую научную работу «Об автополярных кривых». В дальнейшем, в круг его исследований вошли вопросы изгибания поверхностей с сохранением главных радиусов кривизны; создание и изучение метрической теории расслояемых пар конгруэнций, исследование геодезических на многогранниках и инварианты систем линий на поверхностях.
В 1925 году, по окончании университета, поступил в аспирантуру при институте математики и механики, где под руководством С. П. Финикова в 1929 году защитил кандидатскую диссертацию «Совместное изгибание двух связанных поверхностей».
Из отзыва С. П. Финикова:

Сергей Владимирович — истинный геометр, в точном и полном понимании этого слова, геометр, который мыслит конкретно, живыми геометрическими образами, для которого аналитический аппарат служит только для раскрытия геометрических свойств и соотношений
С 1930 года и до конца жизни работал на физико-математическом (затем механико-математическом) факультете университета, с 1935 года — в должности профессора В 1940 году защитил докторскую диссертацию «Метод подвижного трёхгранника и его приложения к задачам классической дифференциальной геометрии».
С. В. Бахвалов принимал активное участие в работе специального номографического бюро при Научно-исследовательском институте математики МГУ, возглавляемую геометром Н. А. Глаголевым. Номограммы, подготовленные в этом бюро, применялись в военно-морском флоте, частях зенитной артиллерии, оборонявших от налетов вражеской авиации. В период Великой Отечественной войны Бахвалов разрабатывал теорию приборов управления артиллерийским огнем.
Бахвалов читал лекции по аналитической, проективной и начертательной геометрии и особо любил вести семинарские занятия, предлагая красивые и интересные задачи и методы их решения. Его педагогическая деятельность нашла отражение и в написании совместного с коллегами А. С. Пархоменко и П. С. Моденовым «Сборника задач по аналитической геометрии» (1-е изд. — М.; Л. : Гостехиздат, 1948 (16-я тип. треста «Полиграфкнига»). — 488 с.: черт.; 2-е изд., перераб. — М. : Гостехиздат, 1957. — 384 с.: черт.; 3-е изд., перераб. — М. : Наука, 1964. — 440 с.: черт.) и учебников для педагогических институтов: «Аналитическая геометрия» (совместно с Л. И. Бабушкиным и В. И. Иваницкой, 1958 — 1-е изд.) и «Основания геометрии» (совместно с В. И. Иваницкой, 1972).
Бахвалов вёл различные специальные семинары, в том числе — совместно с Н. А. Глаголевым — общемосковский семинар по номографии. В 1953 году при кафедре высшей геометрии и топологии был открыт кабинет номографии, заведующим которого стал С. В. Бахвалов. После его смерти кабинет был ликвидирован.
С. В. Бахвалов — автор 34 научных работ и 7 учебников и учебных пособий; под его руководством было защищено 12 кандидатских диссертаций. Им был разработан отечественный прибор управления артиллерийским зенитным огнём (ПУАЗО).
Был награждён орденом Трудового Красного Знамени (1951).
Умер в Москве 30 сентября 1963 года. Похоронен на Перловском кладбище, участок № 1; позже  рядом был похоронен сын Н. С. Бахвалов.